# Organización territorial de Ghana
Ghana se divide en 16 regiones, las cuales a su vez se dividen en 130 distritos.

## Regiones
| Región           | Capital          | Área (km2) | Población (2021) |                                     |
| ---------------- | ---------------- | ---------- | ---------------- | ----------------------------------- |
| Ahafo            | Goaso            | 5,193      | 564,668          | Regions of Ghana from February 2019 |
| Ashanti          | Kumasi           | 24,389     | 5,440,463        | Regions of Ghana from February 2019 |
| Bono             | Sunyani          | 11,107     | 1,208,649        | Regions of Ghana from February 2019 |
| Bono Oriental    | Techiman         | 23,257     | 1,203,400        | Regions of Ghana from February 2019 |
| Central          | Cape Coast       | 9,826      | 2,859,821        | Regions of Ghana from February 2019 |
| Oriental         | Koforidua        | 19,323     | 2,925,653        | Regions of Ghana from February 2019 |
| Gran Acra        | Acra             | 3,245      | 5,455,692        | Regions of Ghana from February 2019 |
| Septentrional    | Tamale           | 25,448     | 2,310,939        | Regions of Ghana from February 2019 |
| Norte Oriental   | Nalerigu         | 9,074      | 658,946          | Regions of Ghana from February 2019 |
| Oti              | Dambai           | 11,066     | 747,248          | Regions of Ghana from February 2019 |
| Sabana           | Damongo          | 35,862     | 653,266          | Regions of Ghana from February 2019 |
| Alto Oriente     | Bolgatanga       | 8,842      | 1,301,226        | Regions of Ghana from February 2019 |
| Alto Occidente   | Wa               | 18,476     | 901,502          | Regions of Ghana from February 2019 |
| Volta            | Ho               | 9,504      | 1,659,040        | Regions of Ghana from February 2019 |
| Occidental       | Sekondi-Takoradi | 13,847     | 2,060,585        | Regions of Ghana from February 2019 |
| Norte Occidental | Sefwi Wiawso     | 10,074     | 880,921          | Regions of Ghana from February 2019 |

## Distritos
- Datos: Q15045746